# 市田盛常
市田 盛常（いちだ もりつね、生没年不詳）は、江戸時代の薩摩藩士。通称は出雲、勘解由。別名に貞央・貞英・教国。大坂屋敷の足軽（後に城下士）・市田貞行の養子で「子」と資料により表記される場合もある。実父不詳。姉に島津重豪の側室・慈光院がいる。子に市田義宜（島津斉興時代の家老）がいる。

## 経歴
天明4年（1784年）に養父・市田貞行死去により市田家相続。
島津氏第25代当主島津重豪隠居直前の天明6年（1786年）12月13日に江戸家老（定府奥掛家老）に任じられる。
しかし、山岡斎宮（当時故人）が担当した加治木島津久徴直子にして重豪ご落胤にあたる雅姫や市田が担当した島津忠厚の取扱いの問題が発生する。
寛政元年（1789年）に他の奥家老共々辞任となり、家格一所持格となる。寛政4年（1792年）5月19日に勝手方家老に再任された。
琉球貿易等を通して藩財政改革を行った。このころ盛常は、『有馬甲川先生覚書』によれば「江戸居付ニテ万事解由計ニテ在国ノ同役共皆其指揮ニ相従フ」（江戸在住でありながら、国元の役人は解由（盛常）の指示に従う）と称される権勢を誇った。
島津斉宣の側室・中根氏の取り扱い問題が発生し、市田がその他の家老と相談し、裁定する事態となる。一門家島津忠貫が藩主名代で家老に任命した忠貫親族の樺山久言を中心とする近思禄派が主導権を握る中、記録奉行による先例の答申による薩摩下向及び重富島津家への引き取り案が無視され、実家に帰される結果となる。
文化5年（1808年）、2月4日に定府留守居家老を罷免され、帰国・慎を命じられ、子の義宜も小姓組番頭を免職された。
この際、家老の鎌田典膳は盛常による公儀への影響について危惧の念を表明したが、藩主島津斉宣は「先年（寛政元年に家老を辞めた時）と同じで特に変わりはない」として取り合わなかった。
しかし近思禄派と斉宣が、かつての重豪仮養子であった島津久徴とその子島津久照をわざわざ呼び出して処分したことなどもあり筆頭家老の頴娃信濃らを刺激し、5月、重豪の命により樺山久言・秩父季保の罷免処分が命じられる。
その際には、斉宣は「これは市田の仕業に違いない、今日市田を手討ちにする」と言い出し、秩父により宥められる一幕もあった。
その後盛常は家老に復帰することはなかった。

## 系譜
- 父：不詳
- 母：不詳
- 養父：市田貞行
- 妻：不詳
  - 男子：市田義宜